# Zaō (stazione sciistica)

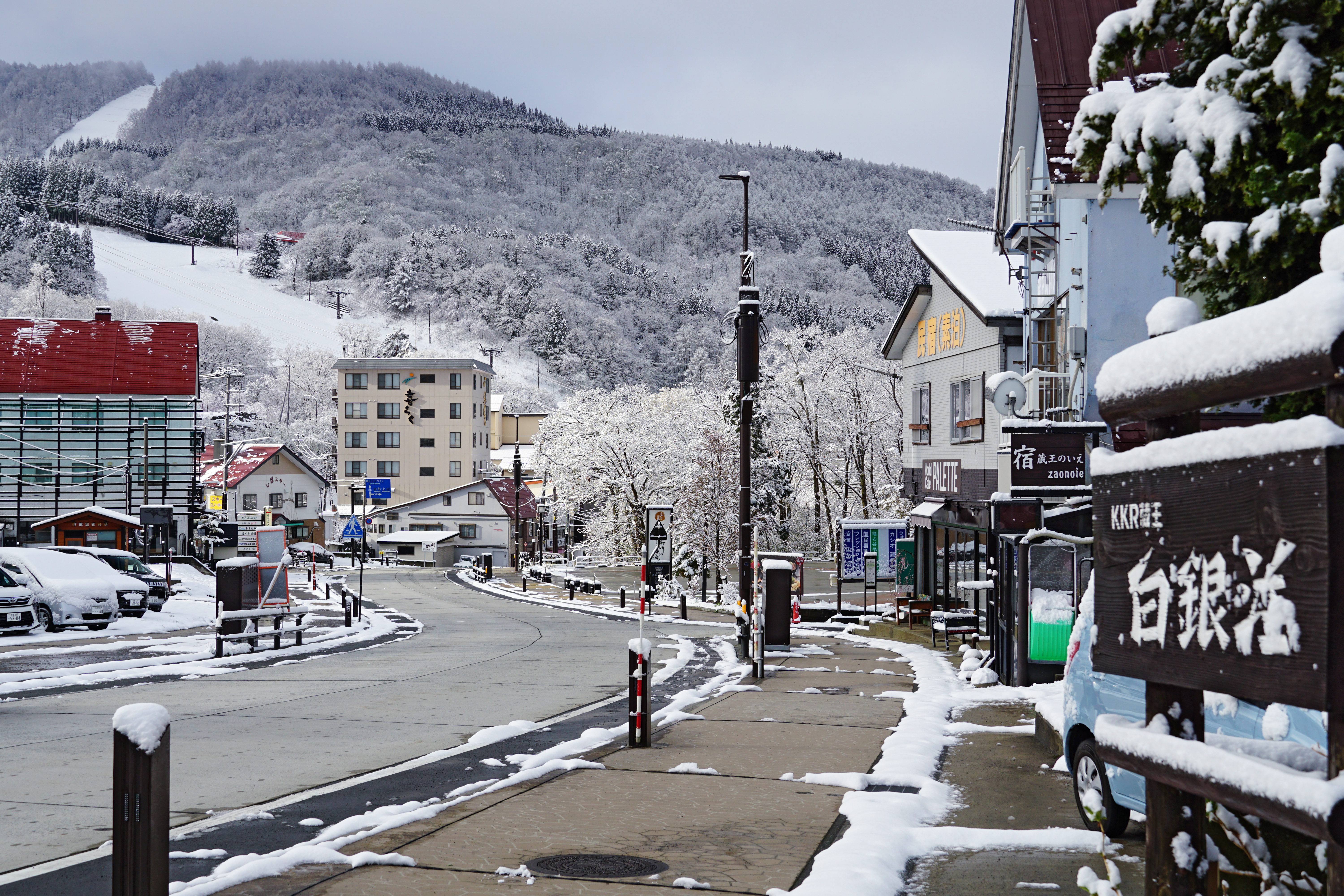
Juhyo-dori

Zaō è una stazione sciistica giapponese che si sorge sull'omonimo monte, presso la città di Yamagata. È attrezzata con piste sciistiche e un trampolino per il salto con gli sci, lo Yamagata.